# TAKE A CHANCE
『TAKE A CHANCE』（テイク・ア・チャンス）は日詰昭一郎の2枚目のオリジナル・アルバム。

## 内容
生涯最後の歌手としてのアルバムは全曲、キーボーディストの大谷哲範との共同編曲。

## 批評
CDジャーナルは「歌詞もメロディもアレンジもあまりにあり過ぎていて、AORなるもののパロディーに聞こえるのはまいった」と評した。

## 収録曲
作詞・作曲：日詰昭一郎（特記以外）　全編曲：日詰昭一郎・大谷哲範
1. CANCE
2. SCHOOL GIRL
3. Dreamer
4. WEEKEND LOVE
5. ZEUS（Instrumental）
作曲：大谷哲範
6. GO BACK TO THE CITY
作詞：亜蘭知子
7. Anniversaire
作詞：亜蘭知子
8. WITHOUT YOU
9. Room No.9
10. Destiny
11. CLOSE YOUR EYES

## レコーディング参加
- 日詰昭一郎 - ボーカル、ベース、ギター
  - 寺島良一 - ギター、コーラス
  - 葉山たけし - ギター、コーラス
  - 中島正雄 - ギター
  - 渡嘉敷祐一 - ドラム
  - 明石昌夫 - マニピュレーター
  - 大谷哲範 - マニピュレーター、キーボード
  - 古村敏比古 - サックス
  - 斎藤ノブ - パーカッション
  - 日色ストリングス - ストリングスセクション
  - 坪倉唯子 - コーラス